# Sierra (herramienta)

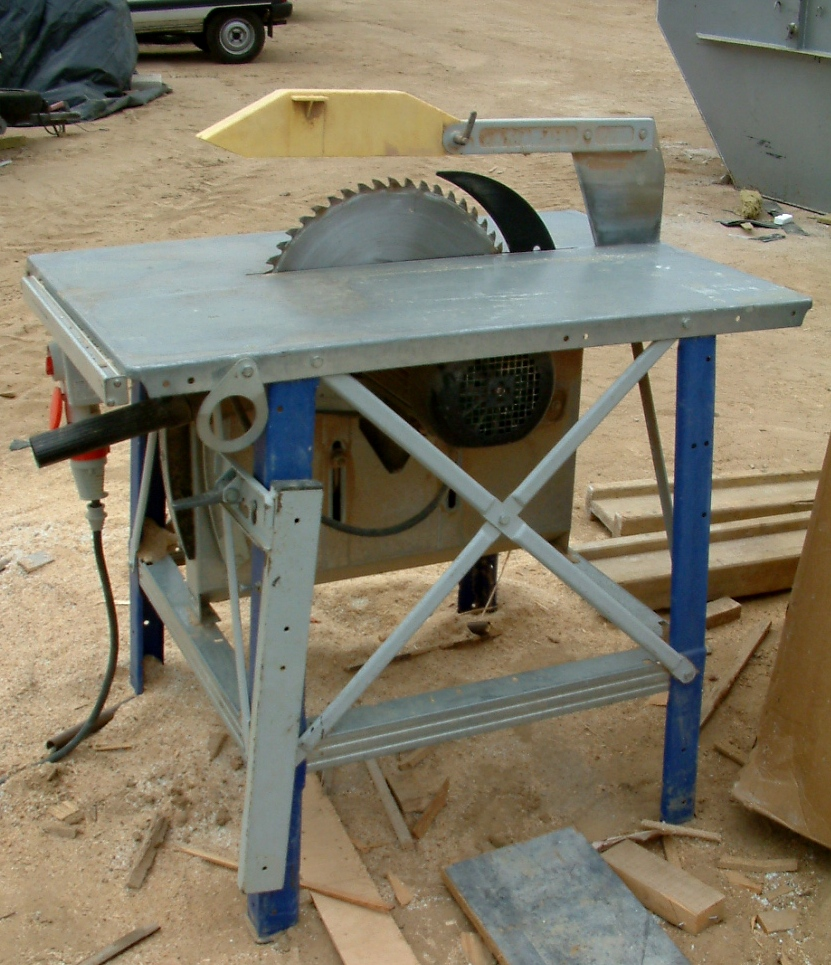
Sierra circular de obra.

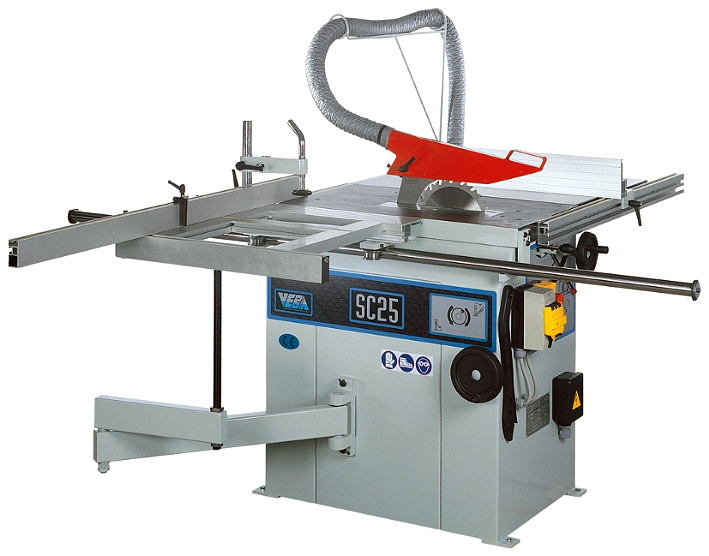
Moderna sierra circular.

La sierra es una herramienta que sirve para cortar madera u otros materiales. Consiste en una hoja con el filo dentado y se maneja a mano o por otras fuentes de energía, como vapor, agua o electricidad. Según el material a cortar se utilizan diferentes tipos de hojas de sierra. De acuerdo con la mitología griega, fue inventada por Perdix, el sobrino de Dédalo.

## Historia

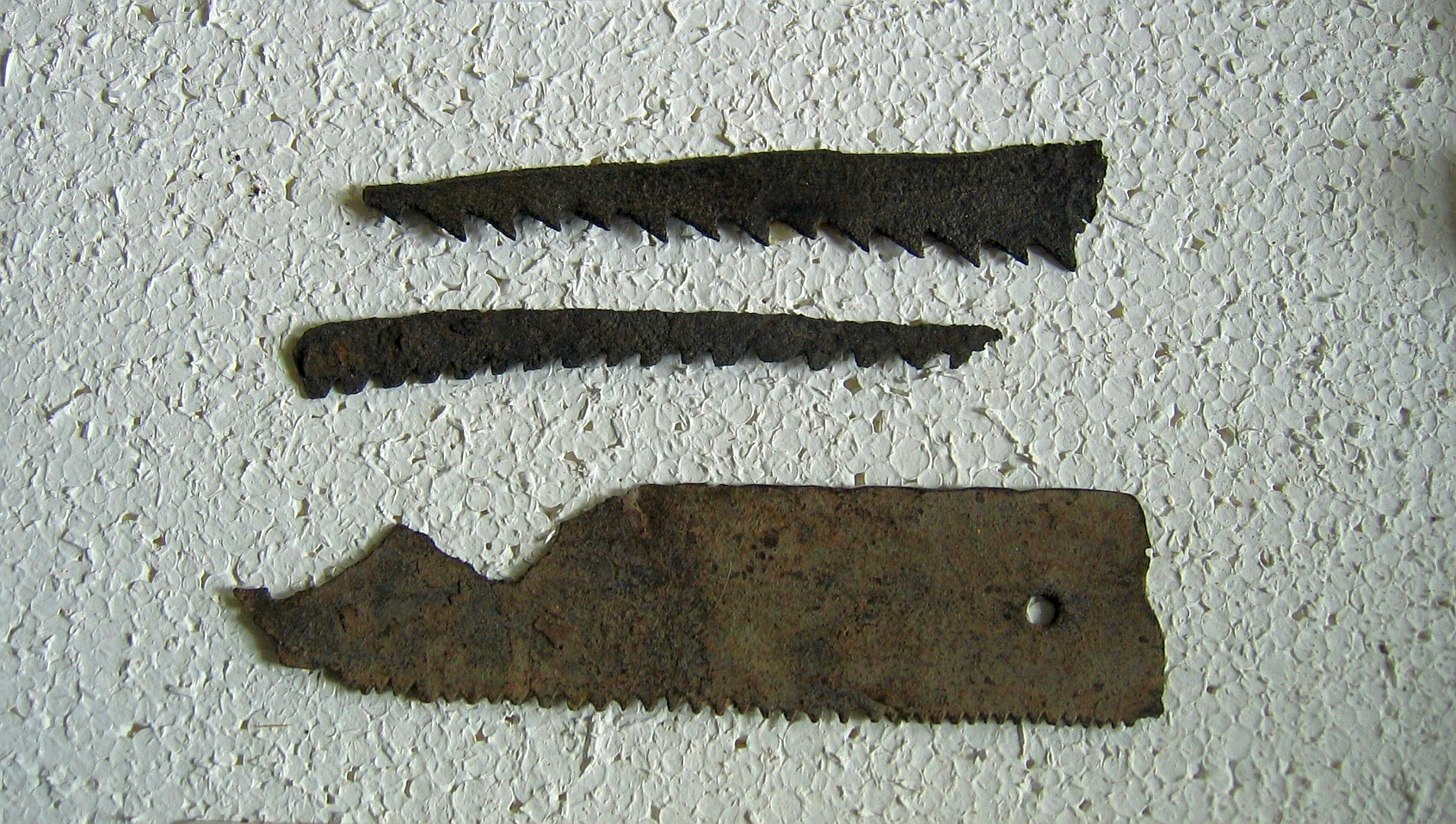
Sierras romanas de Vindonissa aprox. del al

Las sierras fueron al principio de materiales dentados como el sílex, la obsidiana, las conchas marinas y los dientes de tiburón.
En el antiguo Egipto, las sierras abiertas (sin marco) hechas de cobre están documentadas ya en el Período Arcaico, alrededor del 3.100-2.686 a. C. En la tumba n.º 3471 se encontraron muchas sierras de cobre que datan del reinado de Djer en el siglo XXXI a. C. Las sierras se han utilizado para cortar una variedad de materiales, incluidos los humanos (muerte por aserrado). Se han encontrado modelos de sierras en muchos contextos a lo largo de la historia egipcia. Son especialmente útiles las ilustraciones de las paredes de las tumbas de los carpinteros trabajando que muestran los tamaños y el uso de los diferentes tipos. Al principio, las sierras egipcias eran dentadas, de cobre endurecido, que cortaban tanto al tirar como al empujar. A medida que la sierra se fue desarrollando, los dientes se rastrillaron para cortar sólo en la carrera de tracción y set con los dientes sobresaliendo sólo por un lado, en lugar de la moda moderna con un juego alternado. Las sierras también se hacían de bronce y más tarde de hierro. En la Edad de Hierro, se desarrollaron las sierras de bastidor que sostenían las finas hojas en tensión. El aserradero más antiguo que se conoce es la serrería romana de Hierápolis del siglo III d. C. y era para aserrar piedra.

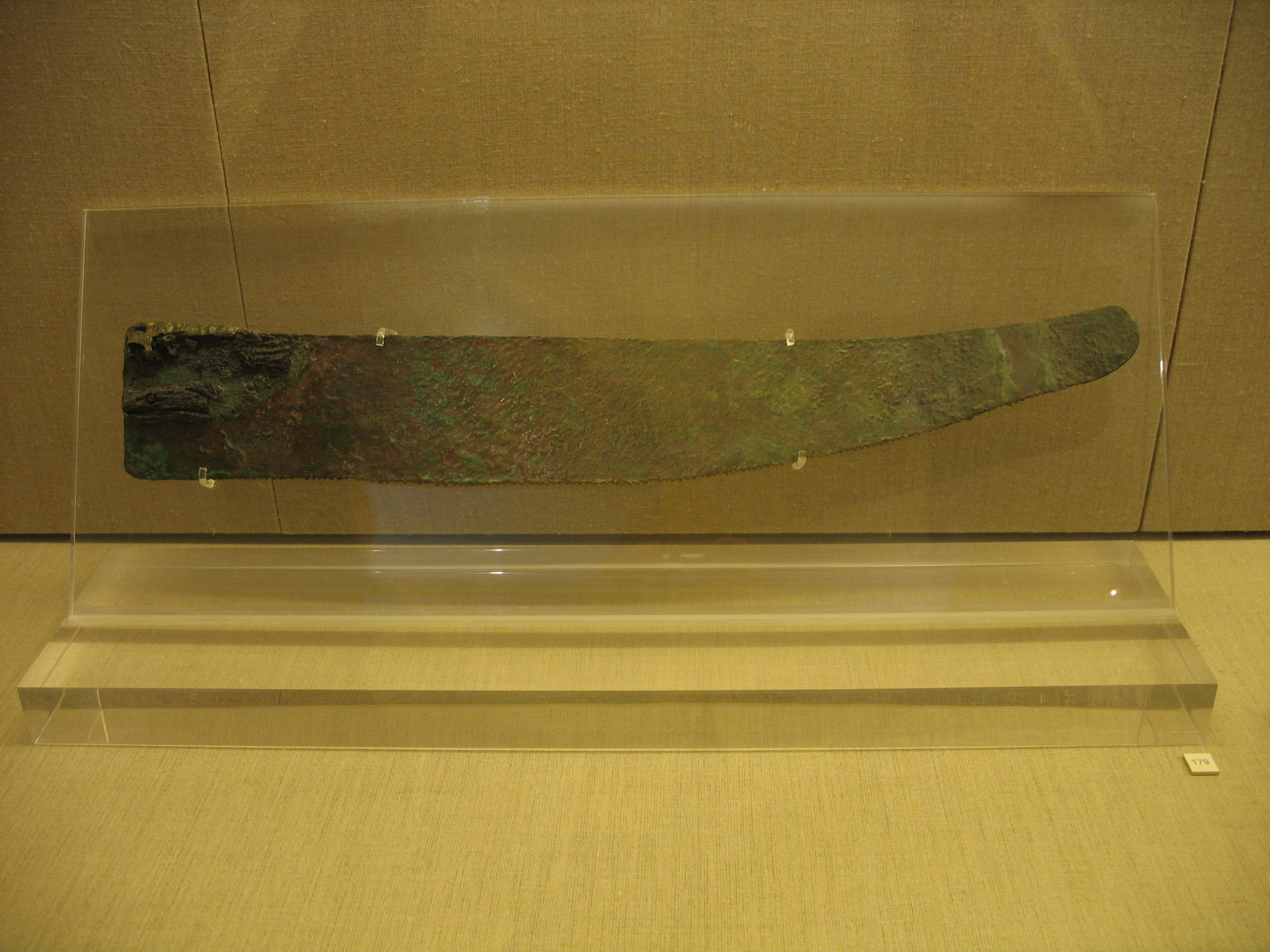
Hoja de sierra de la Edad de Bronce de Akrotiri, periodo cicládico tardío c. siglo XVII a. C.

Según la leyenda china, la sierra fue inventada por Lu Ban. En la mitología griega, tal y como la relata Ovidio, Talos, el sobrino de Dédalo, inventó la sierra. En la realidad arqueológica, las sierras se remontan a la prehistoria y muy probablemente evolucionaron a partir de herramientas de hueso o piedra en el Neolítico. "[L]as identidades del hacha, la azuela, el cincel y la sierra quedaron claramente establecidas hace más de 4.000 años" 

### Fabricación de sierras a mano
Una vez que la humanidad aprendió a utilizar el hierro, éste se convirtió en el material preferido para las hojas de sierra de todo tipo; algunas culturas aprendieron a endurecer la superficie ("cementación" o "acerado"), prolongando la vida útil de la hoja y su afilado.
El acero, hecho de hierro con un contenido moderado de carbono y endurecido mediante el enfriamiento del acero caliente en agua, se utilizaba ya en el año 1200 a. C. A finales del siglo XVII la fabricación europea se centraba en Alemania, (el Bergisches Land) en Londres, y en las Midlands de Inglaterra. La mayoría de las hojas se fabricaban en acero (hierro carbonizado y forjado por diferentes métodos). A mediados del siglo XVIII se empezó a fabricar en Sheffield, Inglaterra, una forma superior de acero completamente fundido ("crucible cast"), que se convirtió rápidamente en el material preferido, debido a su dureza, ductilidad, elasticidad y capacidad para recibir un pulido fino. Una pequeña industria de sierras sobrevivió en Londres y Birmingham, pero en la década de 1820 la industria estaba creciendo rápidamente y se concentraba cada vez más en Sheffield, que seguía siendo el mayor centro de producción, con más del 50% de los fabricantes de sierras del país. La industria estadounidense comenzó a superarla en las últimas décadas del siglo, debido a una mecanización superior, una mejor comercialización, un gran mercado interno y la imposición de altos aranceles a las importaciones. Las industrias altamente productivas continuaron en Alemania y Francia.

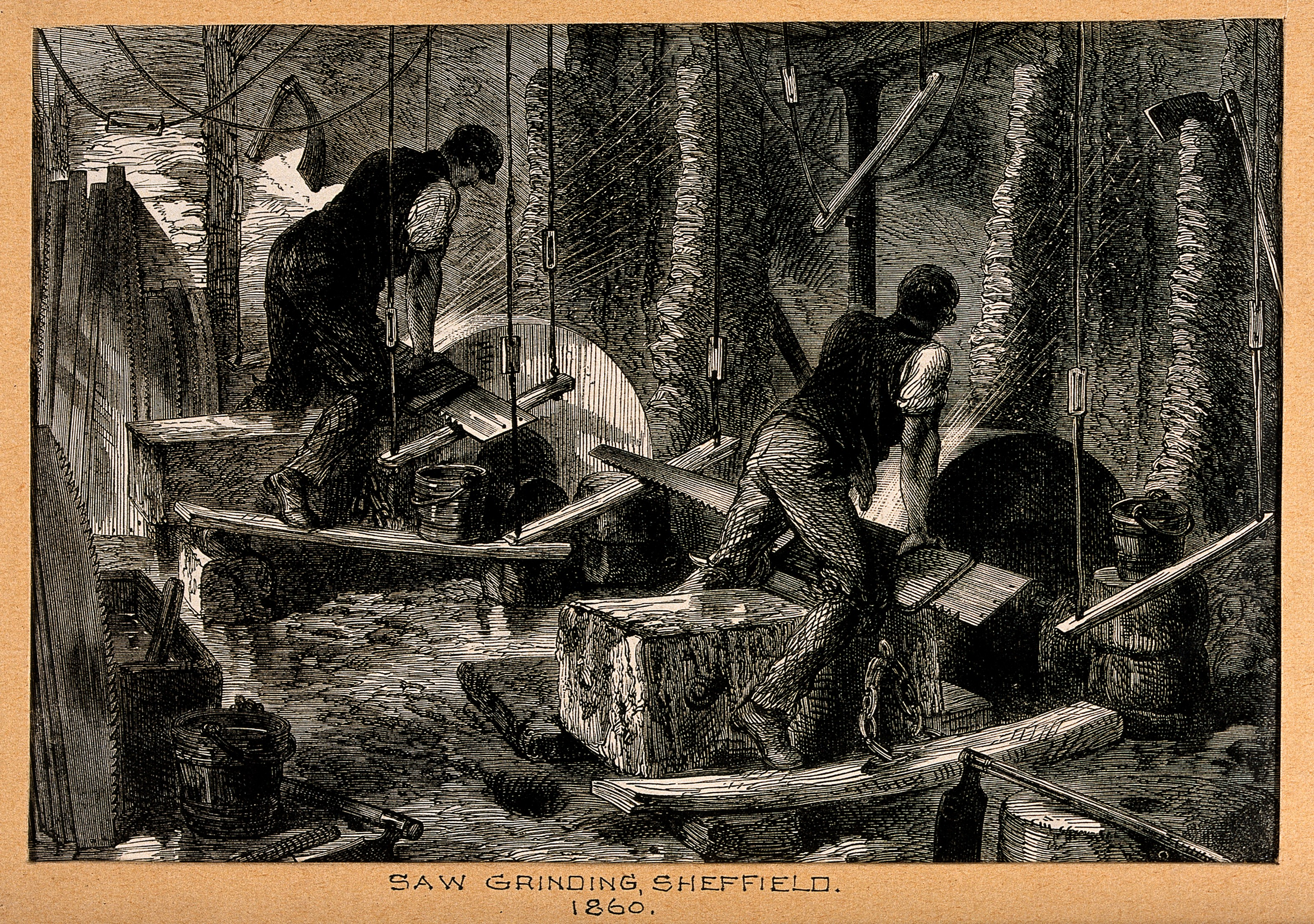
Manufactura de sierras en Sheffield, 1860

Las primeras sierras europeas se fabricaban a partir de una lámina de hierro o acero calentada, producida por el aplanamiento realizado por varios hombres que martilleaban simultáneamente sobre un yunque. Tras el enfriamiento, los dientes se perforaban de uno en uno con un troquel, cuyo tamaño variaba en función del tamaño de la sierra. Los dientes se afilaban con una lima triangular de tamaño adecuado, y se fijaban con un martillo o una lucha. A mediados del siglo XVIII el laminado del metal era habitual, la energía para los rodillos se suministraba primero con agua, y cada vez más a principios del siglo XIX con máquinas de vapor. La industria fue mecanizando gradualmente todos los procesos, incluido el importante afilado de la placa de la sierra "fina hasta el fondo" en una fracción de pulgada, lo que ayudaba a la sierra a pasar por el corte sin atascarse. El uso del acero añadió la necesidad de endurecer y templar la placa de la sierra, de rectificarla, de forjarla mediante martilleo manual y de asegurar la elasticidad y la resistencia a la deformación por flexión, y finalmente de pulirla. La mayoría de las sierras de mano se fabrican hoy en día completamente sin intervención humana, con la placa de acero suministrada lista para ser laminada hasta su grosor y tensada antes de ser cortada a la forma por láser. Los dientes se moldean y se afilan por medio de la molienda y se endurecen con llama para evitar (e incluso prevenir) el afilado una vez que se han desafilado. Los escasos fabricantes especializados que reproducen los diseños del siglo XIX siguen realizando una gran labor de acabado manual en las sierras de calidad.

### Sierra de foso

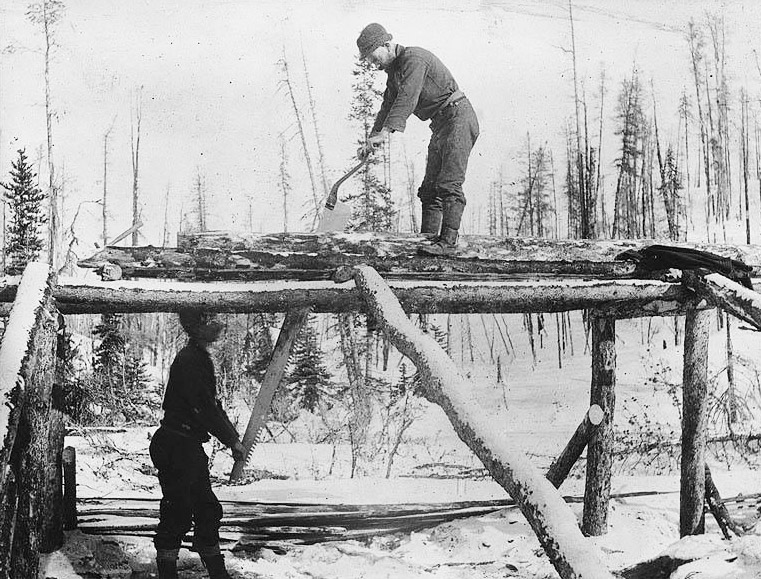
Dos hombres aserrando un tronco utilizando una sierra de foso, el tronco está apoyado sobre una estructura de troncos en vez de sobre un foso de corte.

Una sierra de foso era una sierra de gfran porte de corte vertical accionada por dos hombres. En algunas partes de la América del Norte colonial, era una de las principales herramientas utilizadas en los astilleros y otras industrias en las que no se disponía de aserraderos accionados por agua. Se llamaba así porque normalmente se utilizaba sobre un foso de sierra, bien a nivel del suelo o sobre caballetes por los que pasaban los troncos que se iban a cortar en tablas. La sierra de foso era "una fuerte plancha de corte de acero, de gran anchura, con grandes dientes, muy pulida y minuciosamente forjada, de unos ocho o diez pies de longitud" con un mango en cada extremo o con una sierra de armazón. Se necesitaban de 2 a 4 personas para operarla. Un "hombre del foso" se situaba en el foso, un "hombre de arriba" se situaba fuera del foso, y trabajaban juntos para hacer los cortes, guiar la sierra y levantarla. Los trabajadores de las sierras de foso se encontraban entre los trabajadores mejor pagados de la Norteamérica colonial temprana.

## Tipos de dentado
En el corte de madera existen tres tipos básicos de dentado:
- El dentado estadounidense, en el cual se alternan tres dientes rectos con uno terminado en curva cóncava y que tiene la función de desalojar mejor el serrín producido en el corte.
- El dentado universal, el cual consta de dientes terminados en punta que, con ángulo positivo o negativo, van triscados de forma alterna y en diferentes números. Lo habitual es encontrar el triscado uno a uno; esto es, un diente a izquierdas y otro a derechas y así sucesivamente, aunque también existen en el mercado triscados a dos y tres dientes.
- Otro tipo de sierra o diente es el conocido como japonés, el cual sustituye el triscado anteriormente dicho por un afilado interno del diente unido a un vaciado de las caras exteriores de la hoja de sierra y una terminación progresiva; esto es, es de menor tamaño, por lo cual es más fácil utilizarla. La sierra manual, no utiliza electricidad.

## Corte
En cuanto al corte de metales, en un principio se realizaba con el lomo dentado de una lima, evolucionando hasta la forma actual. Al principio se fabricaron en acero templado/acero al carbono templado, lo que producía una hoja muy quebradiza. Luego se pasó a templar la hoja parcialmente, primero el lomo y los dientes, lo que dotaba de cierta flexibilidad a la lima pero no solventaba el problema de la rotura.
Conforme los materiales a cortar fueron avanzando en tecnología, también lo hicieron las hojas de sierra, las cuales pasaron de fabricarse en acero al carbono a fabricarse en acero rápido o de alta velocidad, más conocido por sus siglas en inglés, HSS.

## Técnica de aserrado
La sierra o disco de sierra consiste en una placa de acero fina, lineal o redonda, con dientes en forma de cincel en el borde, que se mueve mediante una fuerza. La herramienta de aserrado con sus dientes de sierra penetra en el sólido y mediante la eliminación de finas virutas (aserrín) se trabaja en una estrecha ranura y se crea una línea de separación. La mayoría de las sierras tienen dientes con filos geométricamente definidos, una forma especial son las sierras de hilo (por ejemplo, para el corte de piedra de trabajo o en el sector de exteriores), que funcionan según el principio de las herramientas de afilado (virutas con filo geométricamente indefinido).
Según el tipo de fuerza aplicada, se distingue entre sierras manuales y sierras mecánicas (o máquinas de aserrar). Las sierras circulares, de cadena y de cinta, por ejemplo, trabajan con un movimiento continuo, mientras que las sierras de banda, las sierras de calar y las sierras manuales, como la de cola de zorro, trabajan con un movimiento discontinuo. Las sierras funcionan tanto por empuje (muchas sierras manuales europeas), como por tracción (la mayoría de las sierras mecánicas, sierras japonesas) o pueden utilizarse en el corte de dos caras (robustas sierras forestales, sierras finas y de metal).

Corte libre al aserrar.

Para evitar que la hoja de sierra se atasque en el material, el corte debe ser más ancho que la hoja de sierra (corte libre). Esto se consigue con hojas de sierra onduladas, alteradas, set o engrosadas. En una hoja de sierra ondulada, los dientes individuales no se sitúan en línea recta, sino que discurren en ligeras curvas. Los dientes apagados son más anchos en la punta del diente. En una hoja de sierra de conjunto, los dientes se curvan alternativamente a la derecha y a la izquierda. Los dientes gruesos tienen bordes de corte adheridos que son más anchos que la hoja de sierra.
Además, el aserrín o residuo también se elimina en el corte libre, por lo que cuanto más grueso sea el aserrín y mayor sea el rendimiento de corte, mayor será el conjunto, a expensas de la precisión del corte. Sin embargo, el conjunto no debe ser demasiado grande, porque de lo contrario las virutas gruesas pueden quedar atrapadas entre la hoja y el filo de corte. Una alternativa son los dientes de brochado, que se insertan entre la secuencia de los dientes de corte propiamente dichos y sólo sirven para eliminar las virutas. Aquí se pueden encontrar numerosas formas transitorias.
Si los dientes de la sierra están desgastados, hay que volver a limarlos, un trabajo que requiere mucho tiempo y habilidad. Para garantizar que el paso y la forma del diente se mantienen correctamente, se introdujeron las sierras "con orificio trasero" o "perforadas". En comparación con las sierras con hoja de sierra completa, estas sierras tienen la ventaja de que el limado es mucho más rápido. También tienen menos fricción, por lo tanto menos aflojamiento (bamboleo) y menos calentamiento de la hoja de sierra. Hay juegos de limas especiales para motosierras. Las sierras preendurecidas (como las japonesas con su compleja geometría de corte) en la práctica no se afilan, sino que se sustituyen (por eso muchas sierras japonesas modernas tienen un portacuchillas sustituible).

## Modo de corte
La forma de cortar también ha evolucionado, siendo las primeras sierras de movimiento alternativo o de vaivén, originalmente movidas por molinos hidráulicos. Más tarde se accionaron mediante máquinas a vapor y finalmente con electricidad.

## Sierra de cinta

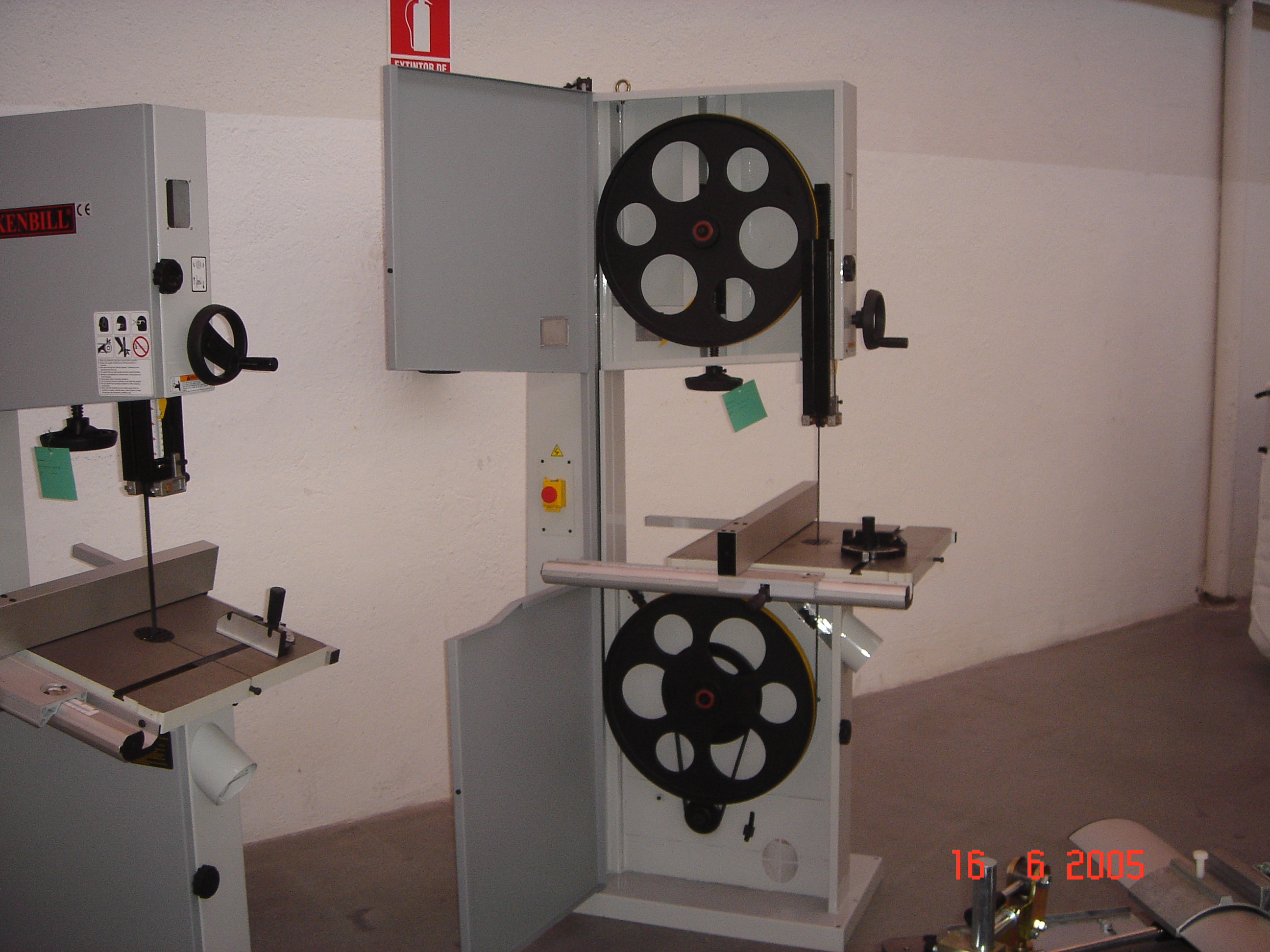
Sierras de cinta.

Después de ese tipo de hoja surgió la conocida como sierra de cinta o sierra sin fin, la cual empezó como herramienta de corte para madera, al igual que la anterior y posteriormente pasó al campo del corte de metales, anulando prácticamente el uso de la sierra de movimiento.
La sierra de cinta consiste en una hoja de metal dentada altamente flexible que es cortada y soldada de acuerdo al diámetro de los volantes de la máquina herramienta en la que va a ser usada, produciendo el corte por deslizamiento continuo sobre la pieza a cortar.
Siguió el desarrollo de la hoja de mano en cuanto a componentes, pero hoy en día la ha superado ampliamente, encontrando en el mercado hojas con los dientes compuestos de carburo de tungsteno, capaces de cortar aleaciones de extraordinaria resistencia tales como las superaleaciones empleadas en el campo de la aviación.

## Tipos de sierras
Por su fuente de energía hay Sierras eléctricas, hidráulicas y neumáticas. También se pueden clasificar de acuerdo a la cuchilla que utilicen para el material que cortarán como madera, concreto, metal y otros. Por su tipo de cuchilla existen:
- Sierra reciprocante.
- Sierra de banda o motosierra,sierra utilizada normalmente para cortar árboles.
- Sierra de vaivén o sierra caladora, sierra usada para cortar curvas.
- Sierra circular, máquina con hoja circular.
- Sierra de cadena.
- Sierra articulada.
- Sierra sin fin.
- Sierra angular.
- Sierra de brazo radial.
- Sierra bracera, sierra con lápiz.
- Sierra de banco.
- Sierra de sable.

## Materiales utilizados para sierras
Hay varios materiales utilizados en las sierras, cada uno con sus propias especificaciones.

### Latón
- Se utiliza únicamente para reforzar la tira doblada a lo largo de la parte posterior de las sierras traseras y para hacer los tornillos que antiguamente sujetaban la hoja al mango.

### Hierro
- Se utiliza para hojas y tiras de refuerzo en sierras traseras más baratas hasta que es reemplazada por el acero.

### Zinc
- Se utiliza únicamente para sierras hechas para cortar bloques de sal, como las que se usaban antiguamente en las cocinas.

### Cobre
- Utilizado como alternativa al zinc para sierras cortadoras de sal.

### Acero
- Se utiliza en casi todos los tipos de sierras existentes. Como el acero es barato, fácil de moldear y muy resistente, tiene las propiedades adecuadas para la mayoría de los tipos de sierras.

### Diamante
- Se fija a la base de la hoja de sierra para formar hojas de sierra de diamante. Como el diamante es un material superduro, las hojas de sierra de diamante se pueden utilizar para cortar materiales duros, quebradizos o abrasivos, por ejemplo, piedra, hormigón, asfalto, ladrillos, cerámica, vidrio, semiconductores y piedras preciosas. Se utilizan muchos métodos para fijar los diamantes en la base de las hojas y existen varios tipos de hojas de sierra de diamante para diferentes propósitos.

### Acero de alta velocidad (HSS)
- Toda la hoja de sierra está hecha de acero de alta velocidad (HSS). Las hojas de sierra HSS se utilizan principalmente para cortar acero, cobre, aluminio y otros materiales metálicos. Si se van a cortar aceros de alta resistencia (p. ej. acero inoxidable), se deben utilizar hojas de cobalto HSS (p. ej. M35, M42).

### Carburo de tungsteno
- Normalmente, existen dos formas de utilizar carburo de tungsteno para fabricar hojas de sierra:

#### Hojas de sierra con puntas de carburo
- Los dientes de la hoja de sierra están rematados (mediante soldadura) con pequeños trozos de bloque afilado de carburo de tungsteno. Este tipo de hoja también se llama hoja de sierra TCT (con punta de carburo de tungsteno). Las hojas de sierra con punta de carburo se utilizan ampliamente para cortar madera, madera contrachapada, tableros laminados, plástico, vidrio, aluminio y algunos otros metales.

#### Hojas de sierra de metal duro integral
- Toda la hoja de sierra está hecha de carburo de tungsteno. En comparación con las hojas de sierra HSS, las hojas de sierra de carburo sólido tienen mayor dureza a altas temperaturas y son más duraderas, pero también tienen una menor tenacidad.